# Соляний провулок
Соляни́й прову́лок — зниклий провулок, що існував у Шевченківському районі міста Києва, місцевість Татарка. Пролягав від Соляної вулиці до вулиці Стара Поляна. 

## Історія
Провулок виник наприкінці XIX століття під такою ж назвою. Ліквідований на початку 1980-х років у зв'язку зі знесенням старої забудови на Татарці. Збереглася частина лінії колишнього провулку. На деяких найновіших картах позначений.